# Émanville (Eure)
Émanville is een gemeente in het Franse departement Eure (regio Normandië) en telt 464 inwoners (1999). De plaats maakt deel uit van het arrondissement Évreux.

## Geografie
De oppervlakte van Émanville bedraagt 10,7 km², de bevolkingsdichtheid is 43,4 inwoners per km².
De onderstaande kaart toont de ligging van Émanville (Eure) met de belangrijkste infrastructuur en aangrenzende gemeenten.

## Demografie
Onderstaande figuur toont het verloop van het inwonertal (bron: INSEE-tellingen).